# جوزيف كاليت
جوزيف كاليت ( - 24 يناير 2014) هو سياسي مسلم ووزير الصحة والسكان فيجمهورية أفريقيا الوسطى، ذُكر أنه قُتل على يد ميليشيا أنتي بالاكا أثناء خروجه من المسجد المركزي في العاصمة بانغي خلال حرب جمهورية أفريقيا الوسطى الأهلية. حيث قُتل بالسواطير في اليوم التالي لتولي كاثرين سامبا-بانزا السلطة كرئيسة مؤقتة للبلاد. يُعتقد أن اغتياله جاء بسبب دعمه وتأييده للرئيس السابق ميشيل جوتوديا.